# Spárgafélék
A spárgafélék (Asparagaceae) a spárgavirágúak (Asparagales) növényrendjének egy családja. A család névadó nemzetsége az Asparagus.

## APG I-II
A 2003-as APG II-rendszer leírásában szerepel a család, a monocots klád spárgavirágúak rendjében. Az APG II két lehetőséget is megenged a család leírásában:
- Asparagaceae sensu lato („tágabb értelemben”), a második lehetőség valamennyi családját tartalmazva.
- Asparagaceae sensu stricto („szűkebb értelemben”), csak néhány nemzetség szerepel benne (Asparagus, Myrsiphyllum, Protasparagus), de így is néhány száz faj megmarad. Ez a leírás feltételezi, hogy a következő növénycsaládok különállóként vannak kezelve:
- Agavaceae család
- Aphyllanthaceae család
- Hesperocallidaceae család
- Hyacinthaceae család
- Laxmanniaceae család
- Ruscaceae család
- Themidaceae család

Ezek a családok nagyrészt az 1998-as APG-rendszerben is szerepeltek, a Hesperocallidaceae és Ruscaceae kivételével. Kevés új publikációban lehet találkozni a spárgafélék tágabb értelmezésével, a legtöbb inkább a szűkebb leírást használja, és elismeri a többi család leválasztását.

## APG III
A 2009-ben megjelent APG III-rendszer a tágabb leírás mellett döntött.
Alcsaládok:

### Agavoideae
Számos jól ismert sivatagi és száraz égövi faj tartozik ide, mint az agávé, a jukka vagy a Józsué-fa. Az alcsaládba 18 nemzetség 550-600 faja tartozik, a trópusi, szubtrópusi és mérsékelt meleg régiókban széles körben elterjedt.

### Aphyllanthoideae
Egyetlen nemzetség egyetlen faja tartozik ide: Aphyllanthes monspeliensis.

### Asparagoideae
Sok botanikus családként ismeri el, de nem mindegyik: gyakran az ide tartozó növényeket a liliomfélékhez (Liliaceae) sorolják. Az APG II-rendszerben még Asparagaceae sensu stricto-ként szerepelt, a hagyományosan a spárgafélékhez tartozó növényeket találjuk itt.
Leveleik csökevényesek, pikkelyszerűvé redukálódtak, a fotoszintézist a módosult, sokszor ellaposodó szár (kladódium vagy fillokládium) végzi – ez a száraz élőhelyekhez való alkalmazkodást segíti, mivel kevesebb a gázcserenyílás rajta, mint a levélen. Termésük bogyó.
Nemzetségei:
- spárga (Asparagus)
- Hemiphylacus

### Brodiaeoideae
12 nemzetség tartozik ide.

### Lomandroideae
Kb. 8 nemzetség tartozik ide.

### Nolinoideae
Az alcsalád főképp az északi félgömbön elterjedt. Rendszerint évelő, monopodális vagy szimpodiális növekedésű, rizómás lágyszárú és fatermetű növények (például sárkányfa – Dracaena draco). Virágaikat hat, olykor összeforrt lepellevél, hat porzó és felső állású magház jellemzi. Termésük többnyire kevés magvú bogyótermés. Jellegzetes kémiai anyagaik a szteroidszaponinok, flavonolok és az azetidin-2-karbonsavak.
Kb. 16 nemzetség tartozik ide.

### Scilloideae
Négy nemzetségcsoport, 41-70 nemzetség, 770-1000 faj tartozik ide.
Főként Dél-Afrikában és a Földközi-tenger vidékén elterjedt, lágyszárú, évelő, hagymás növény, tőkocsánnyal és fürtös virágzattal. Felső állású magházukból toktermés fejlődik. Sok köztük a tavasszal virágzó kerti növény, mint a jácint (Hyacinthus), a gyöngyike (Muscari), a csipkevirág (Hyacinthoides) és a csillagvirág (Scilla), ami a család fajokban leggazdagabb nemzetsége.

## Fordítás
- Ez a szócikk részben vagy egészben az Asparagaceae című angol Wikipédia-szócikk ezen változatának fordításán alapul.  Az eredeti cikk szerkesztőit annak laptörténete sorolja fel. Ez a jelzés csupán a megfogalmazás eredetét és a szerzői jogokat jelzi, nem szolgál a cikkben szereplő információk forrásmegjelöléseként.